# ヒデンハウゼン
ヒデンハウゼン（ドイツ語: Hiddenhausen, ドイツ語発音: [ˈhɪd̩nhaʊz̩n] ( 音声ファイル)、低地ドイツ語: Hiddenkussen）は、ドイツ連邦共和国ノルトライン＝ヴェストファーレン州ヘルフォルト郡に属す町村（以下、本項では便宜上「町」と記述する）である。ビーレフェルトの北東約 20 km、ヘルフォルトの北約 5 km に位置する。ヒデンハウゼンは、ヘルフォルト郡で面積が最も狭い自治体である。現在の自治体としてのヒデンハウゼンは1969年の自治体再編によってアムト・ヘルフォルト＝ヒデンハウゼンに属す町村から形成されたのだが、定住地としては早くも7世紀から継続的な入植が行われていた地域にあたる。

## 地理

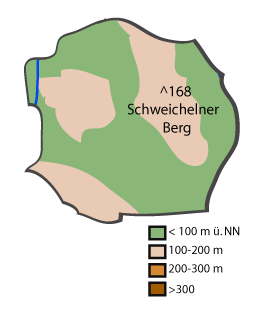
ヒデンハウゼンの高度分布

### 位置
ヒデンハウゼンは、トイトブルクの森とヴィーエン山地との間のラーフェンスベルガー盆地に位置している。最寄りの大都市には、20 km 南に位置するビーレフェルトと 50 km 西に位置するオスナブリュックがある。町の東部は、東の町境の大部分をなしているヴェレ川沿いの低地である。町の最低地点は、ヴェレ川がレーネ/キルヒレンゲルン方面に離れてゆく北部の地点で、海抜 55 m である。町域のほぼ半分が 100 m 以下にある。最高地点はシュヴァイヒラー・ベルクの海抜 165 m である。エンガーから流れてきたブラントバッハ川は西の町境から町の北西部を流れる。この川はその後、ビュンデ、キルヒレンゲルンを流れ、そこでエルゼ川と合流する。町域の南部をデューゼディークスバッハ川が流れる。

### 地質学
この地域は、大部分がラーフェンスベルガー盆地に位置している。この盆地は、海抜 50 m から 140 m の間で緩やかに波打つ丘陵地である。数多くの小さな谷（ジーケと呼ばれる）がこれに急峻な切れ込みを刻んでいる。地質学上は、黄土の表土に覆われたライアス統の地盤上に位置し、更新世の分割によって丘陵地が形成された。黄土の下にはところどころで氷成粘土が見られる。この他の氷河時代の痕跡としては、漂石が多く見つかることが挙げられる。
ヒデンハウゼンは、その多くの場所が地熱ゾンデあるいは地熱ポンプを介した地熱井による地熱源の利用に適している。

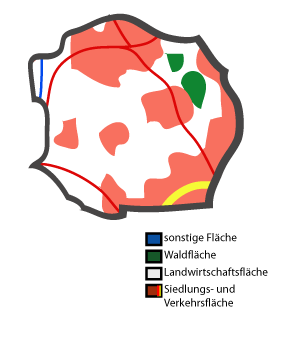
土地利用分布図

### 町域の広がりと土地利用
町域は八角形に近い形をしている。ヒデンハウゼンの面積は 23.87 km2 で、ヘルフォルト郡で最も狭い自治体である。南北軸、東西軸はともに最大約 5 km である。
ヒデンハウゼンは宅地化が著しく、ヘルフォルト市やビュンデ市と大きな一塊の住宅地を形成している。宅地化が強く進行しているヘルフォルト郡の中でも最も人口密度が高い。住宅地でない箇所にも森はほとんどない。この地域は、その肥沃さのため、古くからの入植地の一つに数えられ、ヘルフォルト郡の他の地域と同様に集約的に農業に利用されている。豊穣な黄土の土地では主に穀物やトウモロコシが栽培されているが、アブラナも徐々に増えている。以下の表に2013年12月31日現在の土地利用の詳細を示す。
| 利用種目別土地面積 | 住宅・交通用地 | 農業用地 | 森林  | その他の自由地 |
| ------------------ | -------------- | -------- | ----- | -------------- |
| 面積 (ha)          | 968            | 1.203    | 187   | 28             |
| 占有率             | 40.6 %         | 50.4 %   | 7.8 % | 1.1 %          |

### 隣接する市町村
ヒデンハウゼンは、ヘルフォルト郡の市町村の中で、他の郡と接していない唯一の自治体である。ヒデンハウゼンは、北はビュンデ、キルヒレンゲルンおよびレーネ、東と南はヘルフォルト、西はエンガーと境を接している。

ヒデンハウゼンの地区図

### 自治体の構成
ヒデンハウゼンは、6つの地区から構成されている。これらは、1969年以前は独立した町村であった。人口が最も多い地区はシュヴァイヒェルン＝ベルムベックである。しかし「行政所在地」はリピングハウゼン地区で、町役場もここにある。旧ヒデンハウゼン町は、現在は4番目の地区に過ぎないが、1969年に成立した新しい町の名前の起源である。以下の表に本町を構成する地区を示す。
| 地区                             | 人口 （2013年1月31日現在） |
| -------------------------------- | -------------------------- |
| アイルスハウゼン                 | 4,598                      |
| ヒデンハウゼン                   | 2,564                      |
| リッピングハウゼン               | 2,514                      |
| エッティングハウゼン             | 3,829                      |
| シュヴァイヒェルン＝ベルンベック | 4,829                      |
| ズンデルン                       | 1,465                      |

### 気候
この地域で支配的なのは大西洋の海洋性気候である。隣接するヘルフォルトの長期平均気象データ（1971年 – 2000年）を以下の表に示す。
(table)
この地域の年間日照時間の長期平均値（1971年 – 2000年、ヘルフォルト）は、1,533時間であった。ヒデンハウゼンは、ヘルフォルトと同程度の高度にあり、ヴェレ川沿いの類似した環境にあることから、ヘルフォルトの気象データと本質的な違いはないと考えられる。

## 歴史

### 古代、800年まで
ヒデンハウゼン町内の最も古い人類の痕跡は、石器時代中期にまで遡る。ヴェレ川沿いに位置し、小高くなっていることで洪水を避けられることから、この地位は入植に適していた。たとえば石器時代の斧、石で作られた小さな道具や、新石器時代の集落跡がシュヴァイヒラー・ベルクから発見されている。また、西部では青銅器時代の墳墓や青銅製のメスが見つかっている。ローマ時代以前の鉄器時代からは400以上の骨壺が埋葬されていた。紀元前450年頃から紀元前後まで、250を超える火葬墳墓造られた。これらのローマ時代初期またはそれ以前の墓には「アイルスハウゼンのカモ」として知られる青銅製の像やその他の豊富な装身具が副葬されていた。1932年に、1世紀から3世紀に造られた68基の火葬墳墓が発見され、そこにローマからの輸入品の断片が含まれていた。民族移動時代以降（400年から800年）溶解炉、家屋の痕跡、ローマのアンフォラの破片、銀の装身具、2枚のローマ硬貨が発見されている。これらは、古い時代の定住を示す非常に珍しい証拠であるが、その後の継続的な居住を証明は見つかっていない。

### 中世と宗教改革、1614年まで
再び定住が証明されているのは、800年頃のことである。この頃にはすでに現在の町域中に小規模なザクセン人の農園があり、これが中世に村へと発展していった。10世紀の初めに（旧）ヒデンハウゼンに現在の福音主義ルター派教会が創設され、聖ガンゴルフに奉献された。この教会の教区には当時のヒデンハウゼン村、アイルスハウゼン村、エッティングハウゼン村、リピングハウゼン村が属し、後にブシュテット村もこれに加わった。領地や農地はほとんどがヘルフォルト帝国修道院の所領であった。「ズンデルン」の森林内にはヘルフォルト修道院長の夏の別荘があった。保護領主の役割を負っていたのは、初めはケルンの貴族、後にはラーフェンスベルク伯であった。後者の騎士ハインリヒ・レーデブールは1415年にブシュテット城を建造した。レーデブールはフェーデに破れ、1417年にシュペンゲ近郊の城砦で亡くなった。この城砦はこれ以後アムト・エンガーに属した。現在の町域は、1556年頃から全域がラーフェンスブルク伯領となった。

### リンネル産業、1816年まで
1614年にラーフェンスブルク伯領が廃止され、現在の町域はブランデンブルク＝プロイセン領となった。17世紀から18世紀にヒデンハウゼンで（ラーフェンスブルク地方の他の地区と同様に）アマ栽培が始まり、収穫したアマからリンネルを織る産業が興った。このアマ産業は普段は副業で、仕事がなくなる冬季にフルタイムの仕事とされていた。1798年に女子修道院の所在地となり、森とそれまで共同使用されていた土地が分割されて与えられた。この分配に伴ってズンデルンも独立した自治体（村）となった。新しい入植者たちは、古くからの農家から永代借地人あるいは新農家としてあらたに分割された土地を任されたが、自立経営はできなかった。1827年にヒデンハウゼンには75人の永代借地人や新農家が散村状に定住しており、森を開墾していた。それ以前の農民はドルベルン型集落（数軒から15軒程度の農家が緩やかに集まった集落形態）を形成していた。1808年から1810年までヒデンハウゼンはヴェストファーレン王国に属し、1810年から1813年まではフランスの直接の統治下に置かれたが、その後プロイセンに返還された。1843年にキルヒシュピール・ヒデンハウゼンの5つの村とヘルフォルト小郡の11の村から「アムト・ヘルフォルト＝ヒデンハウゼン」が形成された。当時はシュヴァイヒェルン＝ベルムベックやズンデルンもヘルフォルト小郡に属していた。このアムトは1968年まで存続していた。

### タバコ製造の時代、1945年まで
1860年頃にビュンデを中心にタバコ製造業が興った。この産業はヒデンハウゼンにも拡大し、分工場が開業した。1900年頃に初めてヒデンハウゼンの住民がタバコ工場の工場主となった。1920年から1930年までの間にヒデンハウゼンには約 70社のタバコ業者があった。1878年にフェルゼンケラー・ビール醸造所が、1894年にマーガリン工場マイヤーが設立された。EMR（ミンデン=ラーフェンスベルク電力、1909年設立）の母体企業がヒデンハウゼンの一部に電力の供給を開始した。この頃からヒデンハウゼンにおける主力産業である家具製造業が徐々に発展し、タバコ産業は重要性を失っていった。1847年に鉄道ケルン – ミンデン線が建設され、1900年にはヘルフォルト – ビュンデ線やヘルフォルト軽便鉄道がこれに続いた。ヒデンハウゼンはこれにより鉄道網に接続することになった。

### 第二次世界大戦後
1818年から1978年までの間にヒデンハウゼンの人口は9倍になった。1959年にヒデンハウゼンに上水道がひかれた。現在の自治体としてのヒデンハウゼンは、1969年の地域再編で、アムト・ヘルフォルト＝ヒデンハウゼンから形成された。1974年にリッピングハウゼンに町役場が完成し、ヒデンハウゼンの行政の中心はここに移された。1976年には学校センター、1977年には体育館がオープンした。
現在のヒデンハウゼンの町域をかつては、1903年に完成したメートル軌のヘルフォルト軽便鉄道（ヴァレンブリュックからフロートー）も通っていた。エッティングハウゼンとエッティングハウザー・ハイデ（ともに1978年に廃止）に駅があった。1 - 2 km の引き込み線がエッティングハウゼンから伸びており、リッピングハウゼンのマーガリン工場マイヤーも鉄道網に接続していた。ヘルフォルト軽便鉄道は1930年以降電化された。この軽便鉄道は、1966年に営業を停止した。その後、鉄道の軌道施設はほとんど撤去された。

### 市町村合併
現在の自治体ヒデンハウゼンは、1968年12月12日付けのヘルフォルト郡と郡独立市ヘルフォルトの新設に関する法律に基づき成立した。本町は、1969年1月1日に、それまでは独立した町村であったアイルスハウゼン、ヒデンハウゼン、リッピングハウゼン、エッティングハウゼン、シュヴァイヒェルン＝ベルムベック、ズンデルンから新設された。これらの町村は、いずれもアムト・ヘルフォルト＝ヒデンハウゼンに属していたが、必ずしもその前身であるキルヒシュピール・ヒデンハウゼンに属していたわけではなく、ヘルフォルト小郡に属す町村であった。さらにそれまでジュートレンゲルンとブシュテットに属した小さな部分もこの町に編入された。1969年以降、この町では市町村合併はなされていない。

## 住民

### 人口推移
| アムト・ヒデンハウゼン1 | アムト・ヒデンハウゼン1 |
| 年                      | 人口（人）              |
| ----------------------- | ----------------------- |
| 1843                    | 2,665                   |
| 1852                    | 2,926                   |
| 1858                    | 2,740                   |
| 1864                    | 2,763                   |
| 1867                    | 2,876                   |
| 1871                    | 2,977                   |

| ヒデンハウゼン町2 | ヒデンハウゼン町2 |
| 年                | 人口（人）        |
| ----------------- | ----------------- |
| 1969              | 18,246            |
| 1974              | 19,562            |
| 1975              | 19,616            |
| 1980              | 19,674            |
| 1985              | 19,379            |
| 1990              | 19,945            |
| 1995              | 20,474            |
| 2000              | 21,039            |
| 2005              | 20,659            |
| 2012              | 19,602            |

1アムト・ハウゼンの人口はブシュテット、アイルスハウゼン、リッピングハウゼン、エッティングハウゼンを含む。このアムトは現在の町域と同一ではない。
21969年の値は1月1日、1974年の値は6月30日、それ以外は12月31日の人口である。

### 宗教
2007年現在、住民の 62 % が福音主義教会の信者である。9.7 % がカトリック、1.6 % がルーテル教会、0.7 % が改革派教会に属す。残りは無宗教 (6 %) やその他の宗教に属している (18 %)。

### 福音主義教会
福音主義ルター派教会は、リッピングハウゼン、アイルスハウゼン、エッティングハウゼン、シュヴァイヒェルン＝ベルムベック＝ズンデルン教会の5つの教会組織を有している。

### カトリック教会
この町唯一のカトリック教会が、アイルスハウゼン地区の聖ボニファティウス教会である。

### その他の組織
この他に、ヒデンハウゼンには新使徒派教会がある。

## 行政

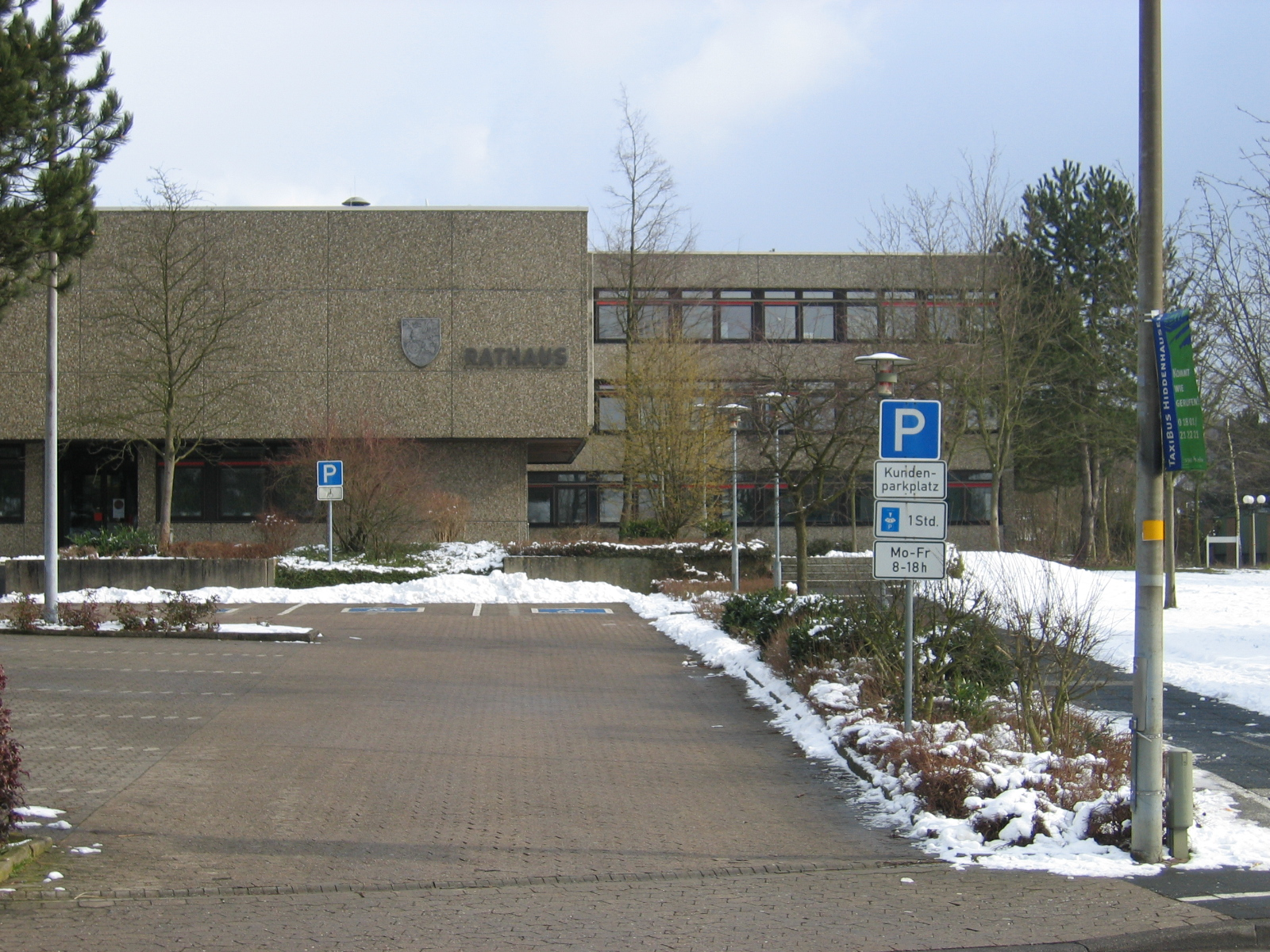
ヒデンハウゼンの町役場

ヒデンハウゼンは、郡所属町村の地位にあり、ヘルフォルト郡に属している。その郡庁所在地はヘルフォルトである。首長は1999年から住民の直接選挙で選出されている。リッピングハウゼン地区の町役場内に置かれた町議会も、住民の選挙によって選出されている。ヒデンハウゼンの町はかつてパイロットプロジェクト「新自治体の財務管理」に参加していた。

### 町議会
ヒデンハウゼンの町議会は 32 議席からなり、これに町長が議長として加わる。

### 首長
議員の与党から選出された名誉職の初代町長は、1969年当時リッピングハウゼンの町長であったヴィルヘルム・フェルト (SPD) であった。彼の死後、1989年までこの職をエーヴァルト・インデルリート (SPD) が務めた。その後は1999年までハリー・リーゾ (SPD) がこれを引き継いだ。ノルトライン=ヴェストファーレン州の地域再編後の直接選挙で、当時町の主事であったクラウス・コルフスマイアー (SPD) が 54.1 % の票を獲得して、初めての専任町長に選ばれた。2004年に 56.1 % の得票率でウルリヒ・ロルフスマイヤー (SPD) が当選した。彼は2009年に 65.66 %、2014年に 67.49 % の票を得てそれぞれ再選された。2020年の町長選挙では9月27日の決選投票でアンドレアス・ヒュフマン (SPD) が 60.79 % の支持票を獲得して新たな町長に選出された

### 姉妹自治体
ヒデンハウゼンは、以下の自治体と姉妹自治体となっている
- ローツ（ドイツ、メクレンブルク＝フォアポンメルン州）1990年9月13日
- チェホビツェ＝ジェジツェ（ポーランド、シロンスク県）1991年3月13日
- クングエルブ（スウェーデン、ヴェストラ・イェータランド県）1991年4月11日

### 紋章
この町は、デトモルト行政管区長官によって 1973年に紋章、旗、幟の使用権を承認された。町当局はコンスブルーフ家の紋章をモデルとした。コンスブルーフ家は6代にわたって「エーガーの代官」としてヒデンハウゼンの町域を超えて広く統治を行った。その紋章は、青地で、銀（白）の波形の基部から現れる金のグリフィンのデザインであった。ヒデンハウゼンの紋章では、グリフィンは左の爪で、銀地（白地）に青い6本スポークの水車を描いた紋章を握っている。

## 文化と見所

### 演劇
オロフ＝パルメ総合学校の小芸術劇場では、定期的に、広く知られた小演劇や、カバレット芸人、その他のパフォーマーによるステージが上演されている。

### 博物館

#### 木工博物館
この博物館は、それぞれ1723年と1742年に建造された2棟の木組み建築に入居している。この博物館は、古い家具職人の工房に木製工芸品を展示している。さらに、木靴職人の工房、木彫職人の工房、大工の工房、車大工の工房、ろくろ職人の工房、桶職人の工房も展示されている。

#### 博物館学校
シュヴァイヒェルン地区に、150年前の学校を再現したヒデンハウゼン博物館学校がある。1847年建造のその建物は、1903年までシュヴァイヒェルンの国民学校であった。建物内には、6歳から14歳までの児童が一緒に学んだ教室、同じ頃に設えられた教員の寄宿室、牛舎やパン焼き釜がオリジナルの状態で保存されている。200年前の納屋やすぐ隣に1800年に建てられた農家も、この博物館の建築群に含まれている。校庭には古い薬草、果樹、バラなどが植えられている。

### 音楽
大規模な合唱団として、アイルスハウゼン郷土会合唱団、郷土会のシャンティー合唱団、「インジョイ」ゴスペルコール・アイルスハウゼン、シュヴァイヒェルン＝ベルムベックの「庭園及び散策愛好会」の合唱団、「フロイントシャフト」ヒデンハウゼン歌唱クラブ、アイルスハウゼン、シュヴァイヒェルン、ヒデンハウゼン、エッティングハウゼン、ズンデルン各地区の教会合唱団、カトリックの聖ボニファティウス教会合唱団がある。ブラス・アンサンブルは、リッピングハウゼン。アイルスハウゼン、シュヴァイヒェルン、ヒデンハウゼン、エッティングハウゼンにある。

### 建造物と記念碑

#### ブシュテット館

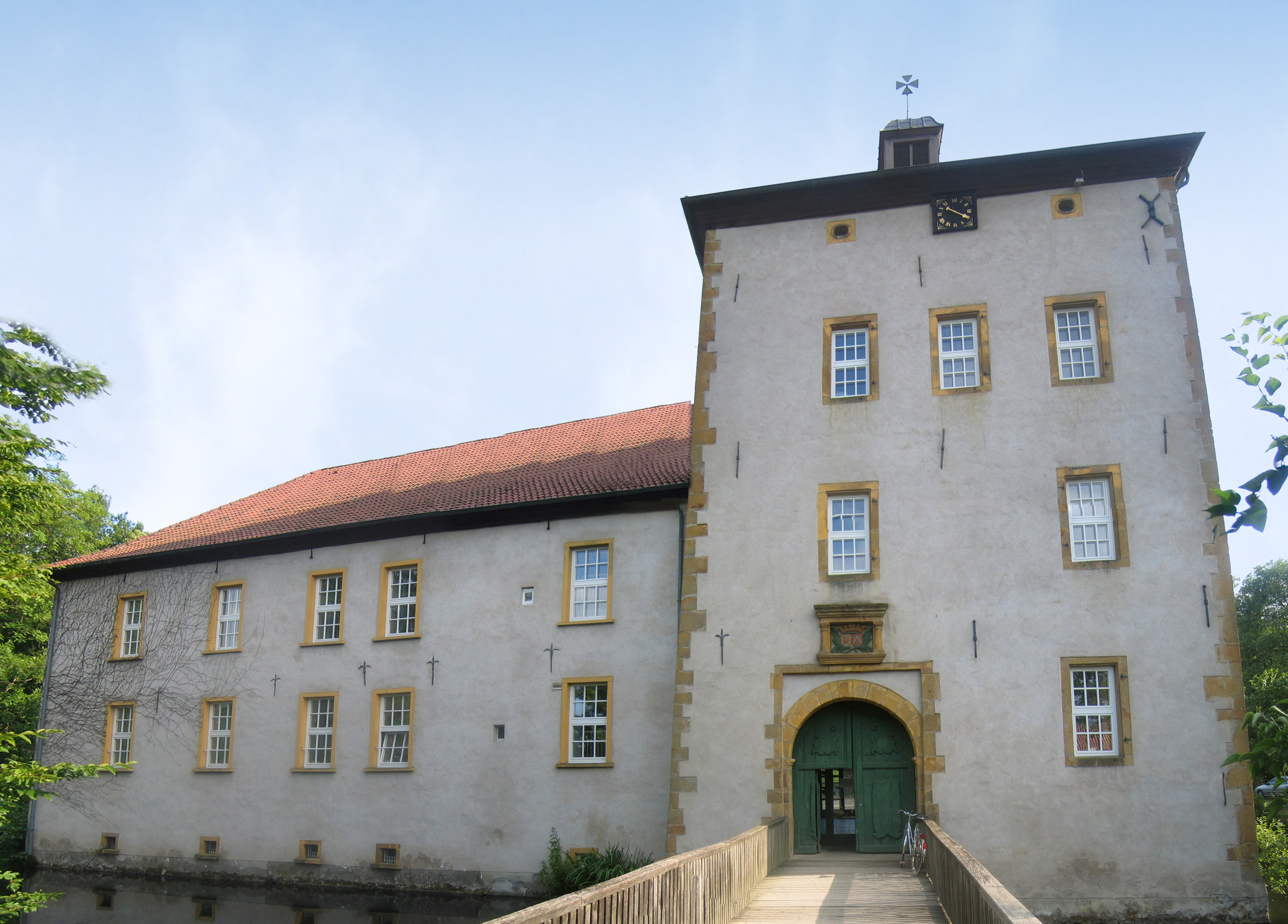
ブシュテット館

ブシュテット館は町の北西部にあり、現在は生物学センターとして利用されている。この館は、1415年に騎士ハインリヒ・レーデブールによって水堀をもつ城砦として建設された。しかし、レーデブールは破滅的なフェーデの後、この城から去らねばならなくなり、城はラーフェンスブルク伯のものとなった。1649年にこの城は、ブランデンブルク大公の腹心の部下であるヴォルフ＝エルンスト・エラーによって、城館に改築された。1964年、ひどく老朽化したこの城はアムト・ヘルフォルト＝ヒデンハウゼンによって買収された。建物は 2つの小島の上に建てられており、「フォアブルク」（前の城）および「ハウプトブルク」（主城）と名付けられている。ハウプトブルクには居住塔を有する領主館がある。領主館は1649年から1662年に建設された。ハウプトブルクからバロック様式の橋を渡った先にあるフォアブルクには19世紀になるまでは牛舎や作業小屋があった。アムト・ヘルフォルト＝ヒデンハウゼンはこの館を農場として購入した。ヒデンハウゼン町は、自治体再編後この建物の所有者となったが、活用方法がないため当初は解体することも検討された。1980年代の初めに生物学センター開設の構想が持ち上がり、最終的には1982年に館の大がかりな修復工事が行われた。この研究センターでは、ノルトライン=ヴェストファーレン州全域から様々なクラスの学生が生物学の世界にのめり込んでいる。毎年 3万人以上の児童・生徒がこの施設を訪れる。また、この館では結婚式も可能である。結婚式には、修復されたナポレオン時代の壁画を持つ 2つの部屋が使われる。ブシュテット館はヒデンハウゼンの町の象徴的建造物である。

#### ヒデンハウゼン館 / コンスブルーフ屋敷

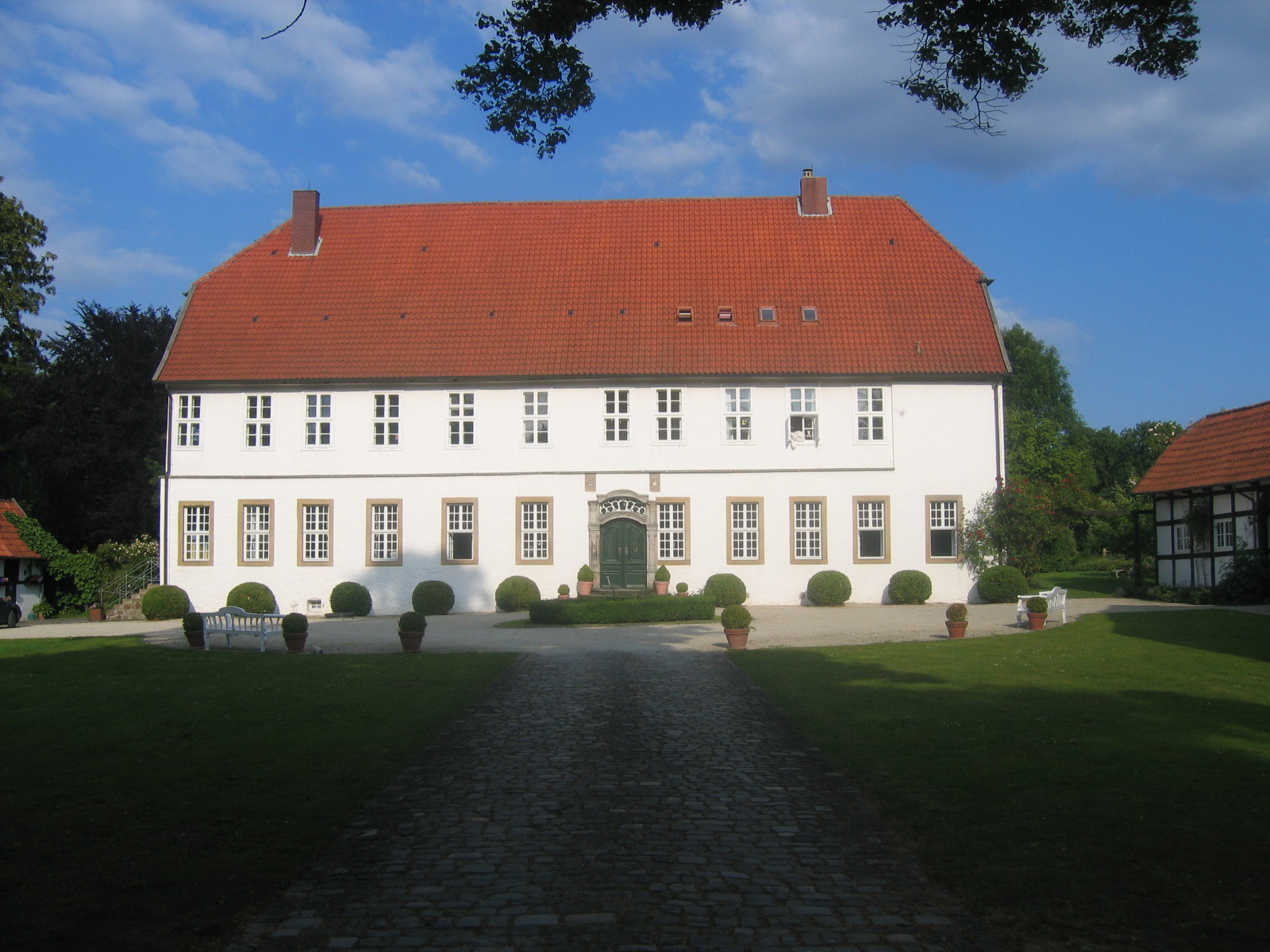
ヒデンハウゼン館

ヒデンハウゼン館（コンスブルーフ屋敷ともいう）は、コンスブルーフ家の所領にある貴族の館である、コンスブルーフ家は1701年からこの所領を有していた。この館の起源は、約 300年前にナーゲル家がヒデンハウゼン、エッティングハウゼン、アイルスハウゼンの農地や徴税権を買い占め始めたことに由来する。これによりナーゲル家は、近郷の農民にとって土地領主となった。1701年にナーゲル家の土地領主権を引き継いだコンスブルーフ家はエンガーの代官となった。このためヒデンハウゼン館は、シュペンゲ、エンガー、ヒデンハウゼンの行政庁舎となった。これ以後、この館は代官所とも呼ばれた。コンスブルーフ家は代官と同時に、公証人、調停人、判事の役割をも担っていた。中心となる領主館の建物は17世紀から18世紀に建てられたバロック建築である。3棟の附属の木組み建築には近隣の農民の納税窓口（十分の一税）が置かれていた。これらの事務棟には木工博物館が入居している。この保護文化財の館には、保護文化財に指定されている庭園も含まれている。

#### 福音主義ルター派の聖ガンゴルフ教区教会

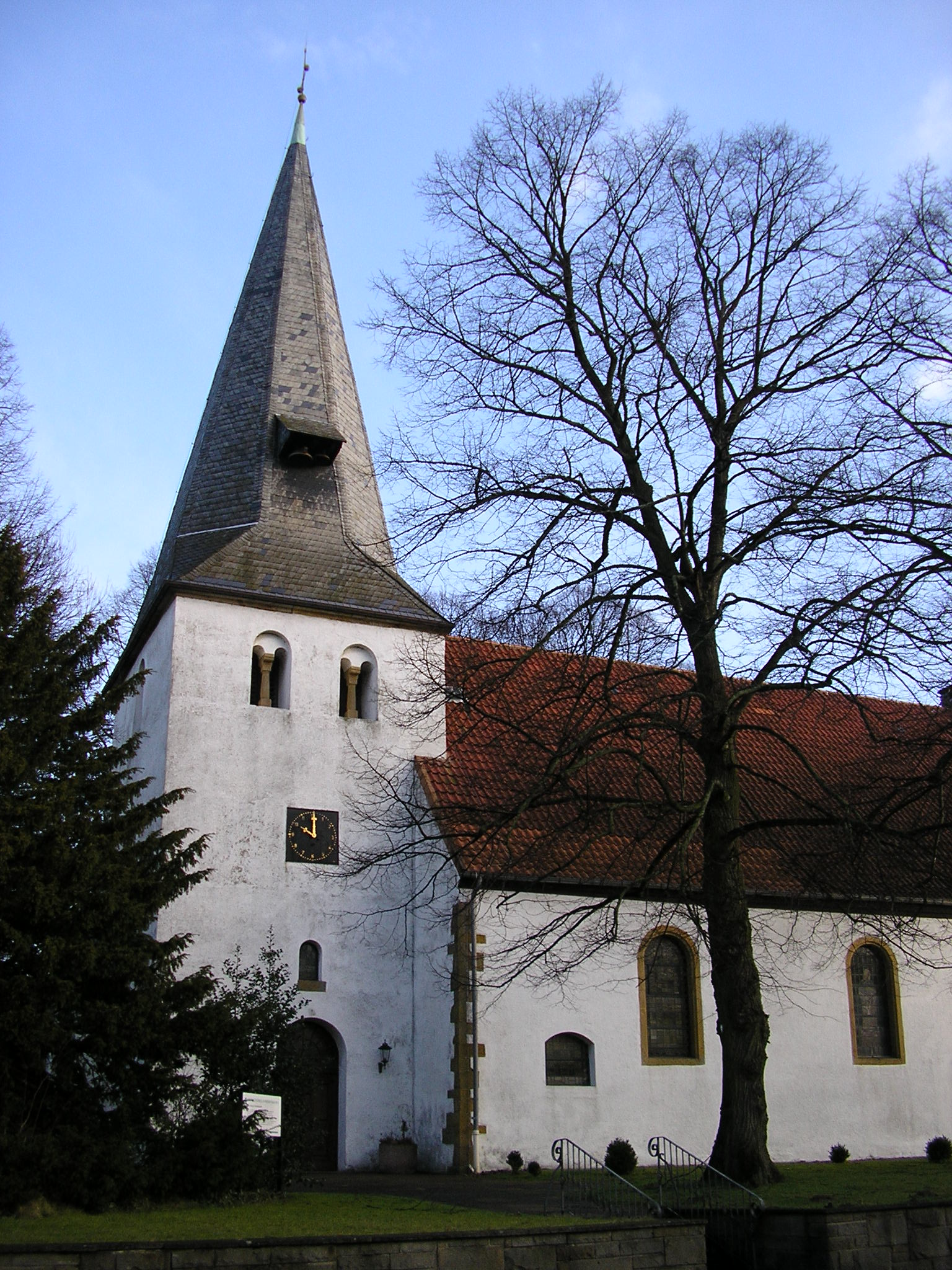
聖ガンゴルフ教会

ヒデンハウゼンの聖ガンゴルフ教会の中核部分は、ヴェストファーレン地方のキリスト教化初期にあたる800年頃のロマネスク様式の教区教会である。これはオストヴェストファーレン地方で最も古い教会建築の一つである。

#### ホーフ・ニーダーボイマー
ズンデルン地区のホーフ・ニーダーボイマーは、かつてのヘルフォルト女子修道院院長の夏の居館「ゾリテューデ」があった場所に建てられている。ここはペスト禍や宗教改革紛争からの避難地でもあった。ゾリテューデは1756年に解体され、ズンデルンの修道院領を経営するための事務棟だけが遺されていた。世俗化に伴ってこの女子修道院が廃止された後、その所領はプロイセンの国有地とされた。プロイセンはこの修道院の所領を分割して売却した。この土地をニーダーボイマー家が購入した。A.H.ニーダーボイマーは 1819年に古い建物を解体し、現在の建物に建て替えた。

#### ラッパの天使
ヒデンハウゼンには、豊かな装飾を施された破風、脚柱や土間への入り口をもつ大きな屋敷がいくつかある。扉の脚柱は、しばしば、ツタ、ブドウ、鳥などで飾られている。土間の入り口上の梁には、聖書の文言や献辞が見られる。ラーフェンスベルク地方では、1790年以降土間の入り口に「ラッパの天使」（ポザウネンエンゲル）が見られるようになる。チューバ、トランペット、あるいはホルンを手にしている裸形の天使像である。その他に笏、冠、鍵やその他のシンボルが、愛らしい仕草の天使像の傍らに配されている。これは、その屋敷の建立者のキリスト教に対する信条を示すものである。ヒデンハウゼンの天使像は1842年から1920年までの間に制作された。現在は、10件の天使のアーチが遺されており、そのほとんどが保護文化財に指定されている。

#### ゲーペルハウス
リッピングハウゼンのハールラント屋敷内には八角形の木組み建築があり、ゲーペル装置が備え付けられている。第二次世界大戦までは馬や牛がこの中をグルグル回って回転盤を回していた。この装置は、いわば電子モーターの先駆けであり、唐箕をはじめ様々な機械・器具の駆動装置となっていた。19世紀末の電力化によってゲーペル装置は無用になった。ゲーペルハウスはヘルフォルト郡内に2棟しか残っておらず、保護文化財に指定されている。

#### リッピングハウゼンの時計塔

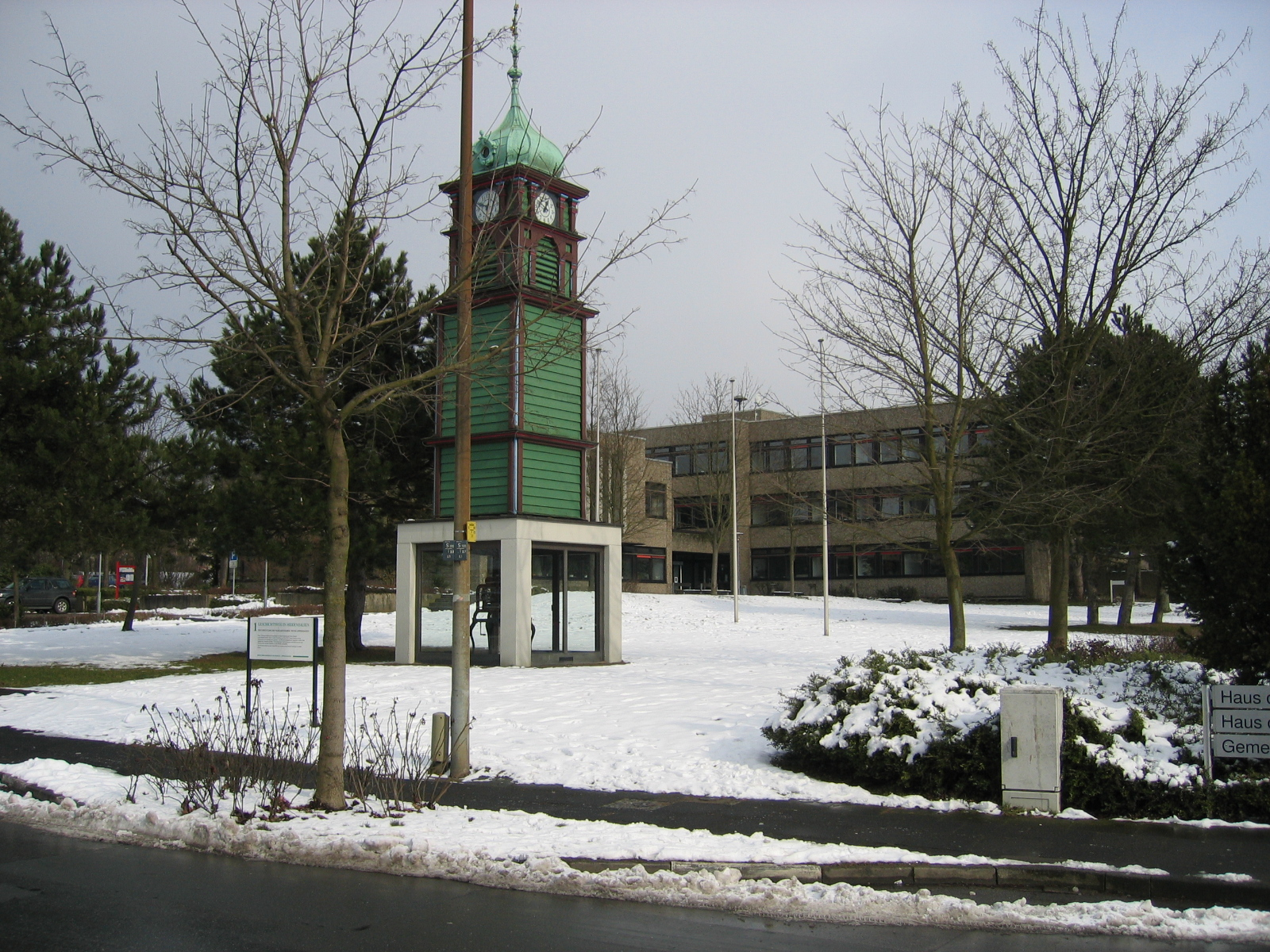
リッピングハウゼンの時計塔。背後は町役場

かつてリッピングハウゼンの象徴的建造物だったのが時計塔である。この時計塔は、以前は、1905年に建造され1984年に取り壊された H.マイヤー＝リッピングハウゼン・マーガリン工場管理棟の屋根の上の小塔であった。時計塔はこの工場の唯一の遺構として保護・保存されている。この時計は、メレの時計製造業者 Ed. コルフハーゲ & ゼーネ社の製品で、町役場前でその風変わりな姿を見ることができる。今では、この時計塔はヒデンハウゼン町全体の象徴的建造物となっている。

### スポーツ
ヒデンハウゼンの大きなスポーツクラブには、TuS ブラウ＝ヴァイス・ヒデンハウゼン（サッカー）、SV 06 エッティングハウゼン、TSV ズンデルン（テニス）、TC ヒデンハウゼン 1973（テニス）、SuS シュヴァイヒェルン 1919（サッカー、体操、空手）がある。この他に、ジュニア・サッカーの JSG ヒデンハウゼン＝エッティングハウゼンがある。

### 公園

#### ヒデンハウゼン館公園
ヒデンハウゼン館に附属する広さ 2.5 haの城館公園。本館や事務棟の他にオランジュリーが修復され、それに附属のバロック風の外観を持つ庭園が再現された。この公園の起源は18世紀に遡る。元々はオランジュリー南側のバロック式庭園施設であった。しかし現在ではこの庭園よりもずっと広い部分が多くの木立を有する景観公園や一族の墓地となっている。

#### ブシュテット館公園
ブシュテット館の生物学センターに附属する、ブラントバッハ川の谷にある広さ 3.5 ha の公園である。この庭園施設には、19世紀の庭園の遺構を有しているが、多くは近代的な景観・モデル庭園で学習目的に利用されている。元来の部分は半ば埋もれた堀を菜園として利用したもので、1820年頃にピラミッド型の建物や花壇、園丁が設けられた。湿地エリアや農園部分は新しい公園施設である。

#### 「タウルス・ハウゼ」公園
リッピングハウゼンのミルヒ通り沿いに、1926年に工業団地が設けられた（現在のイギリス軍第1装甲師団司令部所在地）。このうち、約 1.5 ha が大規模な公園施設として整備された（当時からすでにイギリス式庭園であった）。

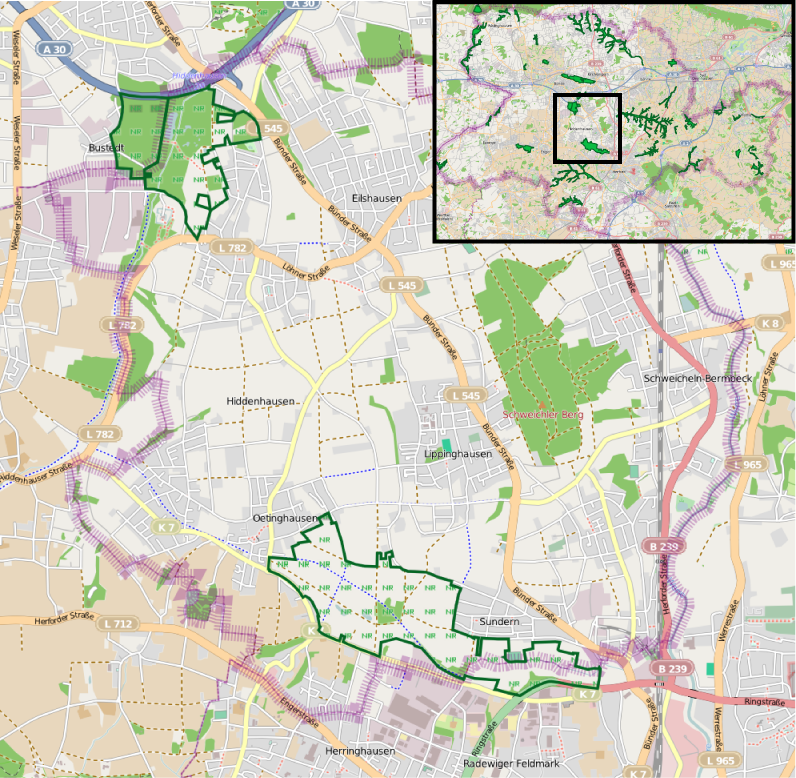
ヒデンハウゼンの自然保護区

### 自然保護区
ヒデンハウゼン町内には、3つの自然保護区がある。ブシュテッター・ヴィーゼン保護区、フュレンブルーフ保護区、ブシュテッター・ホルツ保護区である。最後のブシュテッター・ホルツ保護区は、ヒデンハウゼン町内にはわずかな部分が属すだけである。3つの保護区の町内の面積は、合わせて約 175.9 ha であり、町域全体の 7.37 % が保護区にあたる。この数値はヘルフォルト郡の中では比較的高い値である。

## 経済と社会資本

### 交通

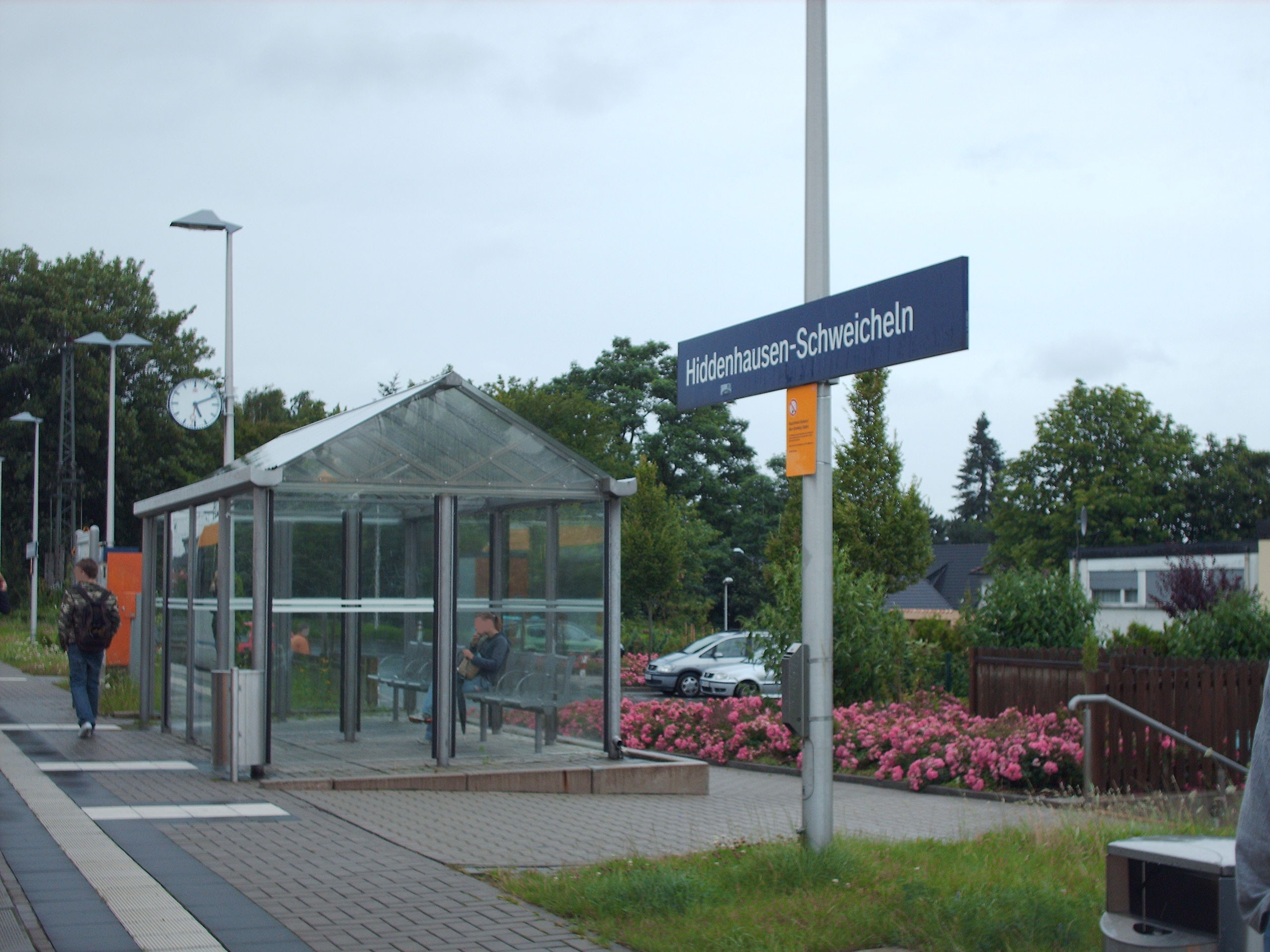
ヒデンハウゼン＝シュヴァイヒェルン

#### 鉄道交通とバス交通
シュヴァイヒェルン＝ベルムベック地区のヒデンハウゼン=シュヴァイヒェルン駅は、鉄道バッスム – ヘルフォルト線の駅であり、レーネ – ライネ線やハム – ミンデン線に接続する。旅客列車は1時間間隔に、レギオナルバーン RB6「ヴィーエンゲビルクス鉄道」（バート・ベルントハイム – ライネ – オスナブリュック – ビュンデ – ヘルフォルト – ビーレフェルト）および RB71「ラーフェンスベルガー鉄道」（ラーデン – ビュンデ – ヘルフォルト – ビーレフェルト）が運行している（日曜日はいずれも2時間間隔である）。
ヘルフォルト、レーネ、ビュンデ、エンガーへは、1時間から30分間隔でローカルバスが運行している。ヒデンハウゼンは運賃連盟「デア・ゼクサー」（OWL交通 GmbH）に加盟している。

#### 道路交通
ビュンデとヘルフォルトとを結ぶ州道 L545号線を北に向かうと、連邦アウトバーン A30号線に接続し、ヒデンハウゼンはこれにより広域自動車網と結ばれている。
シュヴァイヒェルン地区の東境を連邦道 B239号線が通っている。

#### 自転車道
ヒデンハウゼンをバーンラートルート・ヴェーザー＝リッペ（ブレーメンからパーダーボルンまで 350 km）が通っている。

### メディア
ヒデンハウゼン向けのローカル面を有する日刊紙には、ノイエ・ヴェストフェーリシェとヴェストファーレン＝ブラットがある。ローカルラジオのラジオ・ヘルフォルトは 94.9 MHz でこの町向けに放送している。

### ヒデンハウゼン町立図書館
1991年11月に、リッピングハウゼンの「ハウス・デア・ヒデンハウゼン」に町立図書館が開館した。2011年現在この図書館は、23,000点のメディアを有し、87,350回の貸し出しを行っている。38,000人がこの図書館を利用した。

### 教育
最大の学校は、生徒数 1,000人を超えるオロフ・パルメ総合学校である。6つの地区にはそれぞれ基礎課程学校があり、一部は連合学校を形成している。2010/2011年の学年からシュヴァイヒェルン＝ベルンベック地区にレーゲンボーゲン基礎課程学校が創設され、リッピングハウゼンに支部キャンパスがある。2011/2012年の学年にはアイルスハウゼンをメインキャンパスとしヒデンハウゼンとエッティングハウゼンに支部キャンパスを持つパウル＝マール基礎課程学校がこれに続いた。また、ズンデルン基礎課程学校は福音主義の宗派学校として存在している。

### 地元企業

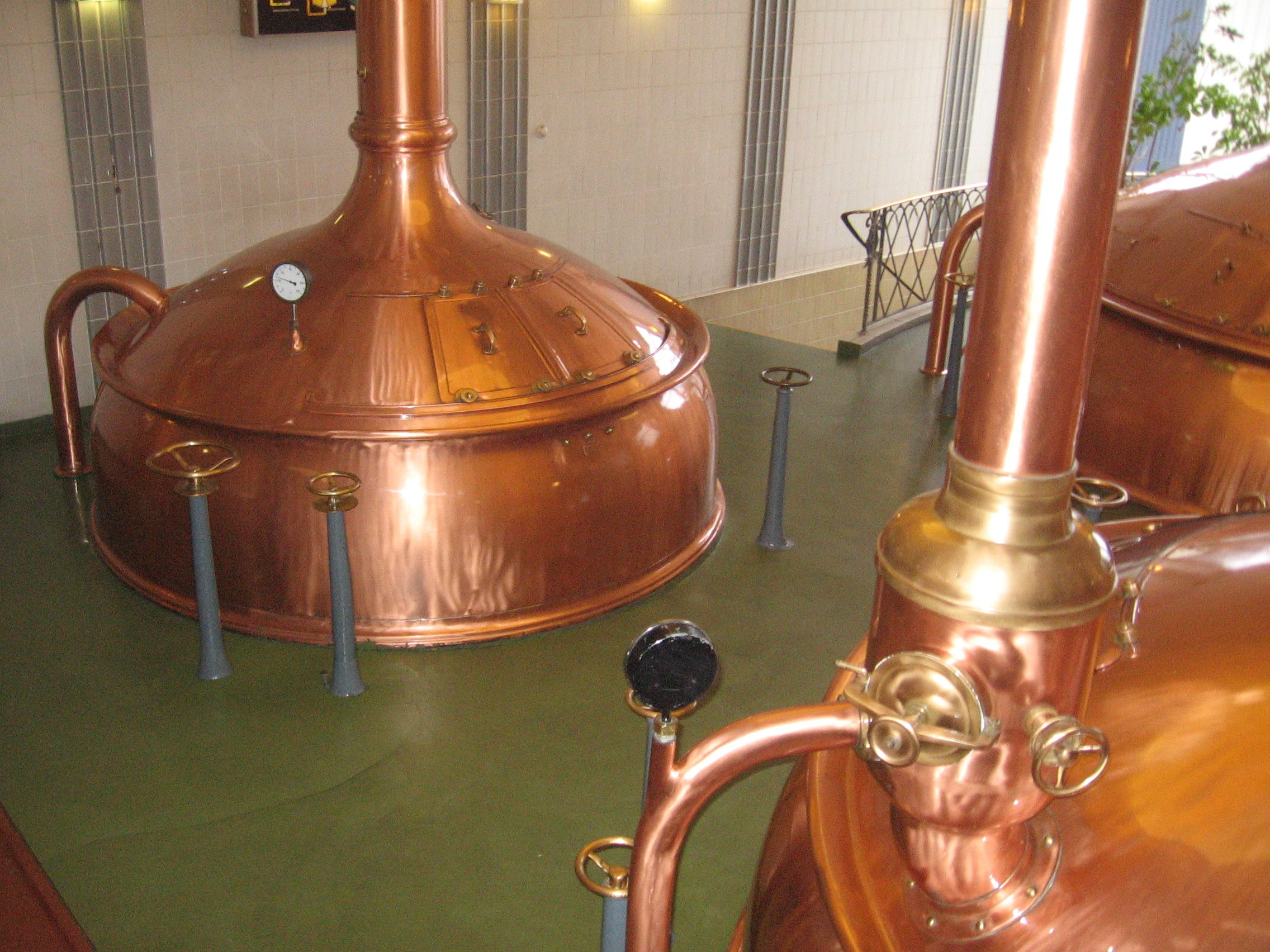
ビール工場内部

町内の様々な場所で、19世紀に工業化が始まった。ズンデルンとシュヴァイヒェルンとの間の地区境のブラウエライ・フェルゼンケラー（ビール製造）やリッピングハウゼンのマーガリン工場の設立後、様々な企業が家具製造業（特に従業員数 220人のヘッケヴェルト木工所）に替わって重要な役割を演じた、あるいは現在まで演じている。最大の雇用主は従業員数 360人のビール製造工場である。この工場の主要製品がヘルフォルダー・ピルスである。この他の大きな雇用主としては、シュヴァイヒェルン＝ベルンベック地区の塗料工場ペーター＝ラッケ（従業員数 220人）とエッティングハウゼン地区の 3H-ラック（従業員数 220人）がある。ヒデンハウゼンには郡全域で活動するゴミ処理業者のベルク廃棄物処理が本社を置いている。この他に、トイトニア・ベビーカー製造もヒデンハウゼンにある。

## 人物

### 出身者
- ビアンカ・ションブルク（1974年 - ）歌手

## 引用
1. ↑  Bevölkerung der Gemeinden Nordrhein-Westfalens am 31. Dezember 2023 – Fortschreibung des Bevölkerungsstandes auf Basis des Zensus vom 9. Mai 2011
2. ↑  Erdwärme nutzen: Geothermiestudie liefert Planungsgrundlage Archived 2005年9月14日, at the Wayback Machine.（2013年12月23日 閲覧）
3. 1 2  Kommunalprofil Hiddenhausen, ノルトライン＝ヴェストファーレン州情報技術局（2013年12月23日 閲覧）
4. ↑  Statistik, Gemeinde Hiddenhauzen（2013年12月23日 閲覧）
5. ↑  Sonnenscheindauer: langjährige Mittelwerte 1971 - 2000、ドイツ気象庁（2013年12月23日 閲覧）
6. ↑  Martin Bünermann: Die Gemeinden des ersten Neugliederungsprogramms in Nordrhein-Westfalen. Deutscher Gemeindeverlag, Köln 1970, p. 74.
7. ↑  Martin Bünermann, Heinz Köstering: Die Gemeinden und Kreise nach der kommunalen Gebietsreform in Nordrhein-Westfalen. Deutscher Gemeindeverlag, Köln 1975, ISBN 3-555-30092-X, pp. 102 - .
8. ↑  “Bürgermeisterstichwahl Gemeinde Hiddenhausen 27.09.2020”. 2022年10月31日閲覧。
9. ↑  Partnerstádte, Gemeinde Hiddenhausen（2013年12月23日 閲覧）
10. ↑  §2 der Hauptsatzung der Gemeinde Hiddenhausen（2013年12月23日 閲覧）
11. ↑  Erlebnis-Museum des Holzhandwerks Hiddenhausen（2013年12月23日 閲覧）